# Creators - The Past
Creators - The Past è un film del 2019 diretto da Piergiuseppe Zaia.

## Trama
Giunge il termine dell'anno 2012 e l'universo sta per subire uno straordinario allineamento planetario: un'eclissi totale sarà presto visibile dal pianeta Terra portando con essa profondi cambiamenti vibrazionali.
Gli otto membri del consiglio galattico, capeggiati da Lord Ogmha, si riuniscono per discutere gli effetti dell'imminente allineamento: assieme regolano i conflitti e la stabilità dell'universo, ognuno di essi è infatti un "creatore" e governa sul proprio pianeta.
In seguito alla ribellione di Lord Kanaff, reggente del pianeta Terra, gli Dei alieni perdono il controllo di un oggetto dal valore inestimabile: in esso sono conservati il DNA, la registrazione dell'intera storia e i ricordi dell'umanità. Se finisse nelle mani sbagliate, potrebbe rivelare agli uomini la scioccante verità che si cela dietro alle loro vere origini: per far sì che non accada, affidano ad una ragazza il compito di ritrovarlo.

## Produzione

### Riprese
Il film è stato girato in Italia, a Castello di Verrès, Castel Savoia, Venezia, Ricetto di Candelo, Ospedale di Biella, Sacra di San Michele e Brich di Zumaglia.

### Effetti speciali
La fase di post-produzione si è conclusa presso gli studios della Fotokem a Burbank supervisionata da Walter Volpatto, colorista di Star Wars - Gli ultimi Jedi, Interstellar e Dunkirk. Il film è stato girato in green screen e in 5K, ed è provvisto del Dolby Atmos 128.1, curata dalla Blautöne.

## Colonna sonora
La colonna sonora del film è cantata da Dimaş Qūdaibergen.
Gli arrangiamenti della colonna sonora sono curati dal compositore Eric Buffat.

## Promozione
Il trailer ufficiale del film è stato distribuito il 17 gennaio 2019 sulla piattaforma Vimeo. Un romanzo omonimo tratto dal film è stato pubblicato a febbraio 2020, edito da Gruppo Albatros il Filo.

## Distribuzione
Il film è stato presentato allo Shanghai International Film Festival nel settembre 2019 e distribuito nelle sale cinematografiche italiane dall'8 ottobre 2020.
In due settimane ha incassato 131 000 euro, prima di dover interrompere la distribuzione causa COVID-19. Alcune fonti riportano che il costo di produzione sia stato di 10 milioni di euro.

## Controversie
Nell'ottobre 2022, quando il film non era ancora stato reso disponibile dopo la sua uscita originale, lo youtuber italiano Yotobi ha pubblicato un video dove discuteva della produzione di Creators - The Past e sottolineava come il film fosse collegato alle teorie complottiste. Questo video ha generato maggiore interesse per il film e potrebbe aver contribuito alla sua uscita in streaming. Da quando il film è tornato disponibile, ha guadagnato uno status di cult minore in Italia a causa del suo contenuto cospirazionista.
Nel 2025, diversi investitori privati che avevano partecipato al finanziamento del film hanno sporto denuncia contro Zaia, Fani e un banchiere che aveva organizzato la raccolta fondi, sostenendo di essere stati truffati. Gli investitori, scontenti, hanno affermato che il film non ha mai avuto un piano di distribuzione adeguato. Zaia ha attribuito il fallimento del progetto alla pandemia di COVID-19.

## Riconoscimenti
- 2019 – Aphrodite Film Awards[22]
  - Miglior film di finzione
  - Miglior regista di un'opera prima a Piergiuseppe Zaia
  - Miglior attore a Gérard Depardieu
  - Migliori effetti visivi
- 2019 – Berlin Flash Film Festival
  - Miglior film
- 2019 – Cult Critic Movie Awards[17]
  - Miglior film di genere horror/fantascienza (Outstanding Achievement Award)
  - Candidatura per il miglior film (Premio Jean-Luc Godard)
- 2019 – Hollywood International Moving Pictures Film Festival
  - Miglior film
- 2019 – The Monthly Film Festival[23]
  - Miglior trailer
- 2019 – Virgin Spring Cinefest[21]
  - Miglior film di debutto (Gold Award)
  - Miglior colonna sonora (Silver Award)
  - Miglior regista debuttante (Golden Galaxy Award)

## Sequel
Originariamente concepito come parte di una trilogia, nel 2021 i produttori hanno annunciato di stare lavorando al secondo capitolo.